# Orangey
Orangey (c. 1950–1967) fue un gato atigrado anaranjado macho y animal actor propiedad del cuidador de animales cinematográfico Frank Inn, y entrenado por él.

## Carrera
Orangey (acreditado con varios nombres) tuvo una carrera prolífica en cine y televisión en la década de 1950 y la de 1960 y fue el único gato en ganar dos premios PATSY (Picture Animal Top Star of the Year, la versión animal de los Óscar), el primero por el papel principal en Ruibarbo (1951), una historia sobre un gato que hereda una fortuna, y el segundo por su interpretación de "Gato" en Desayuno con diamantes (1961). Por esta película, Orangey ganó el premio PATSY de 1962 por su interpretación del "pobre vago sin nombre". También se le ha acreditado como el gato Mouschi en la adaptación cinematográfica de El diario de Ana Frank (1959). En esa película, casi revela el escondite de los judíos y luego se convierte en su único fugitivo. El gato interpretó a la mascota de la familia, "Butch", en la película El increíble hombre menguante (1957), en la que se supone erróneamente que se comió al personaje principal.
Según Sam Wasson, autor de 5th Avenue, 5AM: Audrey Hepburn, Breakfast at Tiffany's y Dawn of the Modern Woman, Inn dijo que Orangey era "un verdadero tipo de gato de Nueva York, justo lo que queremos. En poco tiempo voy a convertirlo en uno del método, tipo Lee Strasberg".
Orangey fue llamado "el gato más malo del mundo" por un ejecutivo de los estudios. A menudo arañaba y mordía a los actores. Pero fue apreciado por su capacidad de permanecer en el tono adecuado durante varias horas. A veces, sin embargo, huía después de filmar algunas escenas y la producción se interrumpía hasta que pudieran encontrarlo. Inn a veces tenía que colocar perros guardianes en la entrada del set para evitar que se escapara.
Otras apariciones incluyeron un papel regular como "Minerva" en la serie de televisión Our Miss Brooks (1952 – 1958).
El gato anaranjado también fue acreditado como "Jimmy", "Jeremy" y "Ruibarbo". La última aparición conocida de Orangey se produjo en dos episodios consecutivos de la serie de televisión Batman en 1967-68, en los que interpretó un papel no acreditado junto a Eartha Kitt, que interpretaba a Catwoman.
El cortometraje documental de 2020 de Sofia Bohdanowicz The Hardest Working Cat in Show Biz, basado en el ensayo de Dan Sallitt del mismo nombre, explora la historia, la mitología y los rumores sobre él, como el de que el nombre "Orangey" se atribuyó a varios gatos diferentes en lugar de a un solo gato.

## Muerte

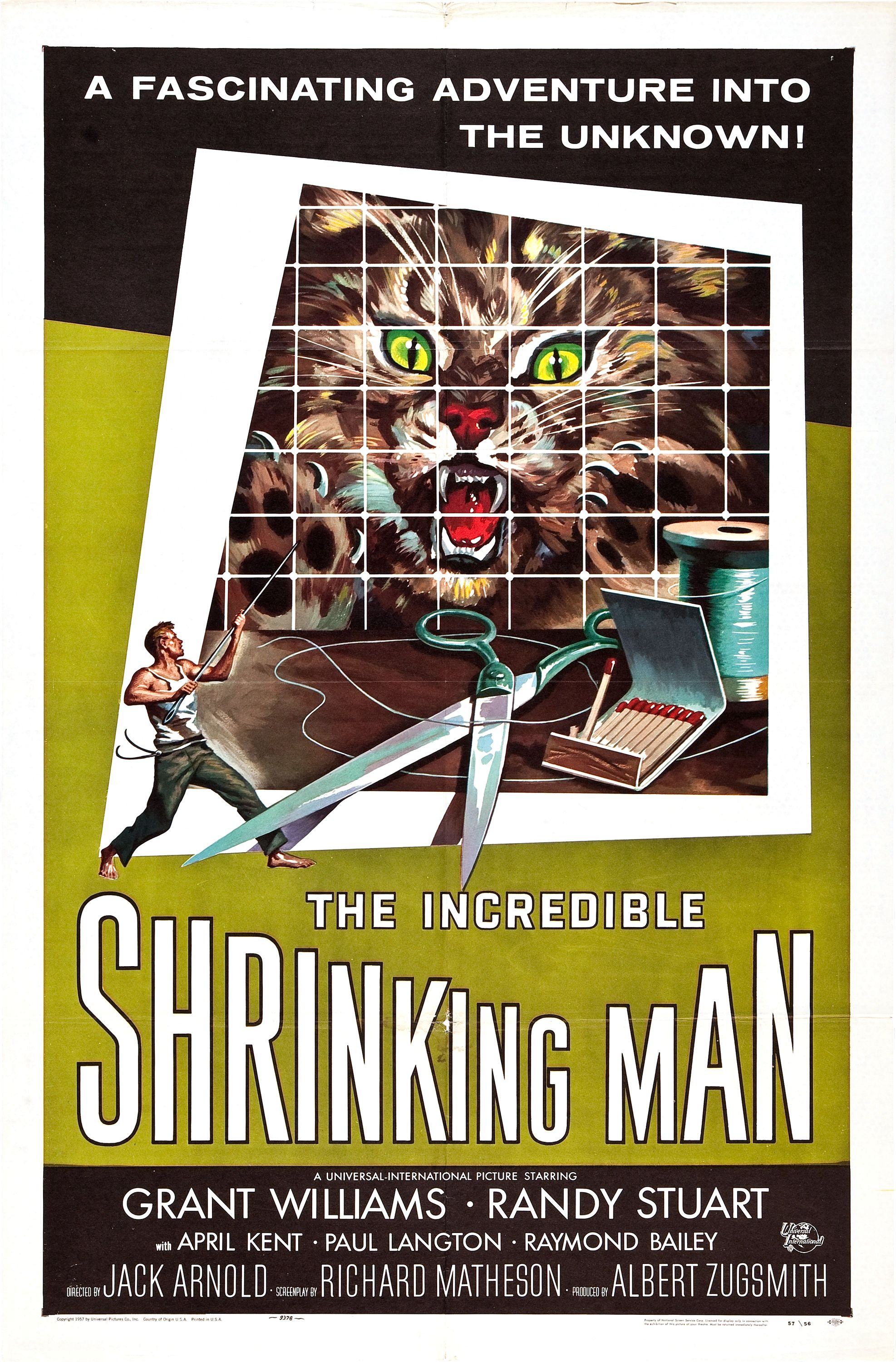
Póster de El increíble hombre menguante, 1957.

Orangey fue enterrado en el Forest Lawn Memorial Park ubicado en Hollywood Hills, Los Ángeles, California.

## Filmografía
| Título                        | Año  | Papel              | Notas                                           |
| ----------------------------- | ---- | ------------------ | ----------------------------------------------- |
| Ruibarbo                      | 1951 | Ruibarbo           | Sin acreditar, uno de los 14 gatos en el papel. |
| Regreso a la Tierra           | 1955 | Neutrón            | sin acreditar                                   |
| El increíble hombre menguante | 1957 | Butch              | sin acreditar                                   |
| El casamentero                | 1958 | Él mismo - un gato | acreditado como Ruibarbo                        |
| El diario de Ana Frank        | 1959 | Mouschi            | sin acreditar                                   |
| Visita a un pequeño planeta   | 1960 | Clementine         | sin acreditar                                   |
| Desayuno con diamantes        | 1961 | Gato               | Frank Inn también acreditado                    |
| Gigot                         | 1962 |                    | sin acreditar                                   |
| La comedia de los terrores    | 1964 | Cleopatra          | acreditado como Ruibarbo                        |
| El pueblo de los gigantes     | 1965 | gato gigante       | sin acreditar                                   |

Televisión
- Our Miss Brooks (1952-1958) como Minerva (sin acreditar).
- Alfred Hitchcock presenta (22 de diciembre de 1957) como Stanley el gato (sin acreditar).
- Libro de cuentos de Shirley Temple (1958) como El gato.
- El show de Dick Van Dyke (1962) como Mr. Henderson.
- Los Beverly Hillbillies (1963) como Rusty, el gato.
- Mi marciano favorito (1963-1964) como Herbie, Max el gato, gato en la acera.
- Misión Imposible (episodio "The Seal", 1967) como el agente del FMI Rusty el gato (sin acreditar).
- Batman (1967-1968) como Gato.

Documental
- Audrey Hepburn Remembered (1993) como Gato.

## Premios
| Año  | obra nominada          | Premios      |
| ---- | ---------------------- | ------------ |
| 1952 | Ruibarbo               | Premio PATSY |
| 1962 | Desayuno con diamantes | Premio PATSY |